# Малый Кайман
Ма́лый Кайма́н (англ. Little Cayman) — самый маленький из Каймановых островов как по площади, так и по численности населения.

## География

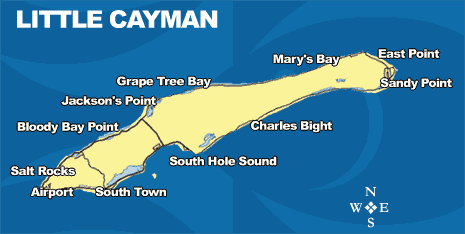
Карта острова

Остров Малый Кайман лежит в 8 километрах к западу от острова Кайман-Брак. Площадь Малого Каймана составляет 28,5 км². Поверхность острова низменная, лишь в северной части берег достигает высоты в 12 м.
Флора и фауна, характерная для Карибских островов, в частности, самая большая популяция красноногой олуши.

## История
Остров открыт Христофором Колумбом 10 мая 1503 года во время его четвёртой и последней экспедиции. Первое поселение на Малом Каймане появилось в XVII веке, когда охотники на черепах раскинули на острове свой лагерь. После рейда испанских каперов в 1671 году лагерь был свёрнут, и остров оставался необитаем вплоть до 1833 года. В начале XX века на Малом Каймане жило несколько людей, которые добывали фосфаты и выращивали кокосовую пальму. В настоящее время, как и все острова Кайманов, являются владением Великобритании.

## Туризм
Развит туризм, прежде всего, погружение с аквалангом. Добраться до Малого Каймана можно на самолётах авиакомпании «Кайман Эйруэйс». На территории острова есть магазин, несколько ресторанов, аэропорт, почтовое отделение, пожарная станция и одна церковь.